# دیوید هالوویتز
دیوید هالوویتز (انگلیسی: David Hollwitz؛ زادهٔ ۲۰ مارس ۱۹۸۹) بازیکن فوتبال اهل آلمان است.
از باشگاه‌هایی که در آن بازی کرده‌است می‌توان به باشگاه فوتبال یونیون برلین اشاره کرد.